# 那沙水库
那沙水库是中国广西壮族自治区百色市平果县旧城镇境内的一座水库，位于红水河支流平冶河上，建于1979年。水库正常库容为1220万立方米，集雨面积为47平方千米，海拔为283米。